# Kâmil Bayur
Kâmil Bayur (1833-1913) fue un funcionario y político otomano de origen chipriota. Ejerció en cuatro ocasiones el cargo de gran visir y se lo consideraba generalmente anglófilo. Está enterrado en el patio de la mezquita de Arab Ahmet en Nicosia.
Tras el fin del periodo autoritario del reinado del sultán Abdul Hamid II en 1908, volvió a asumir el cargo de gran visir, en agosto. Era un experto político liberal muy respetado, que gozaba del apoyo de la embajada británica en Constantinopla. Fue candidato del Partido Liberal Otomano, que se había separado del Comité de Unión y Progreso (CUP) en septiembre. No obstante, su gabinete reformista no satisfizo a los Jóvenes Turcos, por lo que fue sustituido en febrero de 1909 por otro presidido por Hüseyin Hilmi Bajá, que en noviembre había ingresado en su gabinete en calidad de ministro del Interior.
Volvió a ser nombrado gran visir tras la derrota otomana en la primera guerra de los Balcanes, pues se esperaba que sus buenas relaciones con los británicos sirviesen para que el imperio alcanzase una paz favorable que acabase cuanto antes con el conflicto. Kamil deseaba aprovechar la oportunidad para eliminar políticamente al CUP que, sin embargo, utilizó las derrotas en la guerra para justificar un golpe de Estado contra él que se verificó en enero de 1913.